# Juan Pérez de Tolosa
Juan Pérez de Tolosa (Segovia de la Corona de Castilla, ca. 1490 - Santa Ana de Coro, Provincia de Venezuela, agosto de 1549) fue un licenciado español originario de Segovia que en 1546 recibió el encargo de parte del emperador Carlos V de tomar la gobernación de la Provincia de Venezuela y reemplazar así la administración de los Welser de Augsburgo.

## Biografía
Juan Pérez de Tolosa había nacido hacia 1490 en Segovia que formaba parte de la Comunidad de ciudad y tierra homónima dentro de la Extremadura perteneciente a la Corona de Castilla.
El emperador Carlos V, por real cédula del 12 de septiembre de 1545, le encargó de forma interina la gobernación de la Provincia de Venezuela que ejerció desde el año 1546, reemplazando el interinato del licenciado Juan de Frías que fácticamente había sido sustituido por Juan de Carvajal, y a la administración de los Welser de Augsburgo.

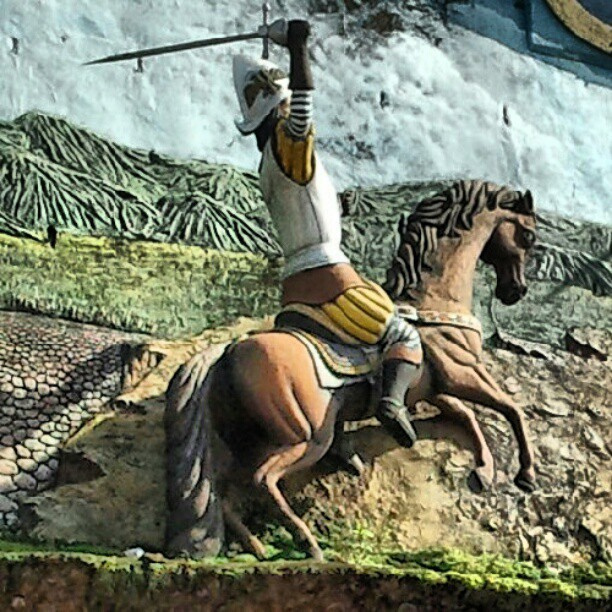
Mural de la batalla de Táriba entre indios y españoles

Al llegar a Venezuela, en Coro preside el juicio de residencia que investigó a Juan de Carvajal por el asesinato del alemán Felipe de Utre o bien Philipp von Hutten y por lo cual ordenara su ejecución el 16 de septiembre de 1546.
Durante los años en los que estuvo en Venezuela, el Rey lo ratificó como juez de residencia y este, el 6 de abril de 1547, nombró a Juan de Villegas con los títulos de teniente de gobernador, capitán general y alcalde mayor en la ciudad de El Tocuyo, convirtiéndolo así en el jefe supremo de todas las expediciones de fundación que se llevaron a cabo en la provincia.
En 1547, organizó una expedición desde El Tocuyo, liderada por su hermano Alonso Pérez de Tolosa, que recorrió los Andes desde la zona de la actual ciudad de Guanare hacia el sur, hasta encontrarse con el Río Apure, luego remontaron por los ríos Uribante, Quinimarí y Torbes, hasta llegar al que llamaron valle de las Ahuyamas, donde en el futuro se fundaría San Cristóbal.
La expedición constaba de 100 hombres incluyendo entre otros a Diego de Losada. Cuando llegan los españoles a lo que hoy es Táriba los indios le tienden una emboscada donde matan seis caballos y sale malherido Alonso Pérez, con otros de sus soldados.
Juan Pérez de Tolosa promovió la instalación de obrajes del lienzo tocuyo tejido que tendría  gran cotización en el Virreinato del Perú y Europa principalmente en Inglaterra y Francia. Siendo exportado por los principales puertos de Borburata y Tocuyo de la Costa. 
Pérez de Tolosa falleció en agosto de 1549 a raíz de una fiebre intensa cuando se dirigía a Coro. Tras su muerte, Villegas pasó a ocupar su lugar como gobernador de la Provincia de Venezuela, tras ser nombrado por aquel antes de morir y que luego fuera confirmado su mandato por la Real Audiencia de Santo Domingo.
| Predecesor: Juan de Carvajal | Gobernador de la Provincia de Venezuela 1546 - 1549 | Sucesor: Juan de Villegas |